# Margot Kessler
Margot Kessler (ur. 8 września 1948 w Kehmstedt) – niemiecka polityk, samorządowiec, posłanka do Parlamentu Europejskiego V kadencji.

## Życiorys
Studiowała indologię i ekonomię na Uniwersytecie w Lipsku. Pracowała jako urzędnik w Ministerstwie Spraw Zagranicznych NRD, a także w przedsiębiorstwie motoryzacyjnym w Nordhausen.
W 1989 wstąpiła do Socjaldemokratycznej Partii Niemiec. Obejmowała różne funkcje partyjne. Od 1994 przez pięć lat była radną powiatu Nordhausen. W 1999 z listy SPD uzyskała mandat deputowanej do Parlamentu Europejskiego. Była m.in. członkinią grupy socjalistycznej, pracowała głównie w Komisji Wolności i Praw Obywatelskich, Sprawiedliwości i Spraw Wewnętrznych oraz w Komisji Petycji. W PE zasiadała do 2004. W następnych latach ponownie zasiadała w samorządzie powiatowym, rezygnując z mandatu w 2012.